# Osmodes
Osmodes is een Afrotropisch geslacht van vlinders van de familie van de dikkopjes (Hesperiidae), uit de onderfamilie van de Hesperiinae. De wetenschappelijke naam van dit geslacht is voor het eerst voorgesteld door William Jacob Holland in een publicatie uit 1892.

## Soorten
- O. adon (Mabille, 1889)
- O. adonia Evans, 1937
- O. adonides Miller, 1971
- O. adosus (Mabille, 1889)
- O. banghaasi Holland, 1896
- O. costatus Aurivillius, 1896
- O. distincta Holland, 1896
- O. hollandi Evans, 1937
- O. laronia (Hewitson, 1868)
- O. lindseyi Miller, 1964
- O. lux Holland, 1892
- O. minchini Evans, 1937
- O. omar Swinhoe, 1937
- O. thora (Plötz, 1884)